# Myotis fimbriatus
Myotis fimbriatus é uma espécie de morcego da família Vespertilionidae.
Apenas pode ser encontrada na China.